# 貝塚茂樹 (教育学者)
貝塚 茂樹（かいづか しげき、1963年6月18日 - ）は、日本の教育学者。武蔵野大学教授。放送大学客員教授。日本道徳教育学会会長。公益社団法人日本弘道会参与。専攻は日本教育史、道徳教育論。

## 経歴
1963年、茨城県生まれ。1989年に東京学芸大学大学院教育学研究科修士課程を修了、1993年に筑波大学大学院教育学研究科博士課程単位取得退学。
卒業後は筑波大学助手となる。1996年より国立教育研究所研究員、1998年より同主任研究官、2001年より国立教育政策研究所主任研究官。2003年に武蔵野大学教育学部助教授に転じ、2007年より教授。2004年に筑波大学に学位論文「戦後教育改革期における道徳教育問題の史的展開に関する研究」を提出して博士（教育学）を取得。
文部科学省の「道徳教育の充実に関する懇談会」委員、中央教育審議会専門委員、中央教育審議会教育課程部会「考える道徳への転換に向けたワーキンググループ」委員、大学設置・学校法人審議会専門委員、東京財団政策研究所研究主幹、日本道徳教育学会編集委員長、日本道徳教育学会副会長・事務局長等を歴任。

## 著書

### 単著
- 『戦後教育改革と道徳教育問題』（日本図書センター、2001年）
- 『戦後教育のなかの道徳・宗教』（文化書房博文社、2003年、増補版2006年）
- 『戦後教育は変われるのか ―「思考停止」からの脱却をめざして』（学術出版会、2008年）
- 『道徳教育の教科書』（学術出版会、2009年）
- 『教えることのすすめ ―教師・道徳・愛国心』（明治図書、2010年）
- 『道徳教育の取扱説明書 ―教科化の必要性を考える』（学術出版会、2012年）
- 『戦後道徳教育の再考―天野貞祐とその時代』（文化書房博文社、2013年）
- 『道徳の教科化―「戦後70年」の対立を超えて』（文化書房博文社、2015年）
- 『天野貞祐―道理を信じ、道理に生きる』（ミネルヴァ書房〈ミネルヴァ日本評伝選〉、2017年）
- 『戦後日本教育史 放送大学教材』（放送大学教育振興会、2018年）
- 『戦後日本と道徳教育―教科化・教育勅語・愛国心』（ミネルヴァ書房、2020年）
- 『新時代の道徳教育―「考え、議論するための15章」』（ミネルヴァ書房、2020年）
- 『吉田満―身捨つる程の祖国はありや』（ミネルヴァ書房〈ミネルヴァ日本評伝選〉、2023年）
- 『テーマで学ぶ日本教育史　放送大学教材』（放送大学教育振興会、2024年）
- 『戦後日本教育史―「脱国家化」する公教育』（扶桑社新書、2024年）
- 『愛国心とは何か』（扶桑社新書、2025年）

### 共編著・監修
- 『戦後教育改革通史』（明星大学出版会、1993年）
- 『日本教育史研究』（第一法規、1993年）
- 『東京都教育史』第4巻（都立教育研究所、1997年）
- 『戦後教育の総合評価―戦後教育改革の実像』（国書刊行会、1999年）
- 『雑誌　道徳教育』（全12巻・別巻１）（国書刊行会、1999年）
- 『日本近現代史研究辞典』（東京堂出版、1999年）
- 『教育法規重要用語300の基礎知識』（明治図書、2000年）
- 『道徳・特別活動重要用語300の基礎知識』（明治図書、2000年）
- 『学校教育とカリキュラム』山田恵吾,藤田祐介共著( 文化書房博文社、 2003年)
- 『教育委員会制度再編の政治と行政』（多賀出版、2003年）
- 『新・道徳教育論―人間の生き方を考える』（ミネルヴァ書房、2004年）
- 『教育改革の論争点』（教育開発研究所、2004年）
- 『教育用語辞典』（ミネルヴァ書房、2013年）
- 『戦後道徳教育文献資料集』監修（全36巻）（別冊3）（日本図書センター、2003年～2004年）
- 『日本の宗教教育と宗教文化』杉原誠四郎,大崎素史共著 （文化書房博文社、 2004年）
- 『文献選集≪愛国心と教育≫』（全13巻）市川昭午共監修（日本図書センター、2004年）
- 『近現代日本人物資料情報辞典』（吉川弘文館、2004年）
- 『教育史からみる学校・教師・人間像』山田恵吾共編著（ 梓出版社 、2005年）
- 『教育学用語辞典』（学文社、2006年）
- 『CD-ROM版　小学校道徳教小学校道徳教育資料・実践事例集』理論編１（ニチブン、2006年）
- 『人間形成』（全10巻）（日本図書センター、2007年）
- 『教育学の教科書―教育を考えるための12章』山田恵吾と共編著（文化書房博文社、2008年）
- 『資料で読む　戦後日本と愛国心』（全3巻）市川昭午と共編著（日本図書センター、2008年～2009年）
- 『教員免許講習テキスト』（昭和堂、2009年）
- 『宗教を考える教育』（教文館、2010年）
- 『教育における「政治的中立」の誕生 「教育二法」成立過程の研究』藤田祐介共著 （ミネルヴァ書房 、2011年）
- 『道徳性形成・徳育論』（放送大学教育振興会、2011年）
- 『戦後道徳教育を築いた人々と21世紀の課題』（教育出版、2012年）
- 『教育史入門』（放送大学教育振興会、2012年）
- 『人物で見る日本の教育』（ミネルヴァ書房、2012年）
- 『13歳からの道徳教科書』（育鵬社、2012年）
- 『文献資料集成　日本道徳教育論争史』監修（全15巻）（日本図書センター、2013年～2015年）
- 『道徳の時代がきた! 道徳教科化への提言』押谷由夫,柳沼良太編著 西野真由美,関根明伸,松本美奈共著 （教育出版、 2013年）
- 『学校で教えたい日本の偉人』柳沼良太と共編（育鵬社、2014年）
- 『日本の教育文化史を学ぶ』山田恵吾編（ミネルヴァ書房、2014年）
- 『生徒指導の教科書』（文化書房博文社、2014年）
- 『学校の制度を学ぶ』（文化書房博文社、2015年）
- 『道徳教育を学ぶための重要項目100』関根明伸と共編（教育出版、2016年）
- 『特別の教科　道徳Q&A』（ミネルヴァ書房、2016年）
- 『道徳の時代をつくる! 道徳教科化への始動』押谷由夫,柳沼良太編著 （ 教育出版、 2014年）
- 『「考え、議論する道徳」の指導法と評価』西野真由美、鈴木明雄と共編著（教育出版、2017年）
- 『「考え、議論する道徳」を実現する！』（共著、図書文化、2017年）
- 『次世代を創る「資質・能力」を育む学校づくり」』第2巻　（共著、ぎょうせい、2017年）
- 『平成29年改訂　中学校教育課程実践講座　総則』（共著、ぎょうせい、2017年）
- 『平成29年改訂　小学校教育課程実践講座　総則』（共著、ぎょうせい、2017年）
- 『平成29年改訂　中学校教育課程実践講座　特別の教科　道徳』（共著、ぎょうせい、2018年）
- 『平成29年改訂　小学校教育課程実践講座　特別の教科　道徳』（共著、ぎょうせい、2018年）
- 『考えよう・話し合おう！　いじめはなぜおこるのか？』（ ミネルヴァ書房、2018年）
- 『調べよう・振り返ろう！　これもいじめ・あれもいじめ』（ ミネルヴァ書房、2018年）
- 『しっかり取り組もう！「モラル・コンパス」をもつ』（ ミネルヴァ書房、2018年）
- 『主体的・対話的で深い学びを実現する中学校「道徳科」授業』（共著、教育開発研究所、2019年）
- 『教育課程を学ぶ』山田恵吾、関根明伸、藤田祐介と共著（ ミネルヴァ書房、2019年）
- 『改訂版　生徒指導の教科書』（共著、文化書房博文社、2019年）
- 『新訂　道徳教育の理念と実践』西野真由美編（放送大学教育振興会、2020年）
- 『教育の歴史と思想』広岡義之と共編著（ ミネルヴァ書房、2020年）
- 『道徳教育の理論と方法』走井洋一編（ミネルヴァ書房、2020年）
- 『道徳教育論』林泰成と共編（放送大学教育振興会、2021年）
- 『自ら学ぶ道徳教育』（共著、教育情報出版、2021年）
- 『道徳教育の変遷・展開・展望（新道徳教育全集第1巻）』押谷由夫、高島元洋、毛内嘉威と共編（学文社、2021年）
- 『道徳教育はいかにあるべきか―歴史・理論・実践』（共著、ミネルヴァ書房、2021年）
- 『続・道徳教育はいかにあるべきか―歴史・理論・実践・展望』（共著、ミネルヴァ書房、2022年）
- 『ICTに負けて負けてたまるか！人間教師のプライドーゆるぎなき❝信念❞宿る教育観の源泉ここに！』（共著、学芸みらい社、2024年）
- 『新・道徳教育はいかにあるべきか―道徳教育学の構築/次期学習指導要領への提言』（共著・ミネルヴァ書房、2024年）